# Sara Ali Khan
Sara Ali Khan Pataudi (Mumbai, 12 agosto 1995) è un'attrice indiana.
È figlia degli attori Saif Ali Khan e Amrita Singh.

## Filmografia parziale
- Kedarnath, regia di Abhishek Kapoor (2018)
- Simmba, regia di Rohit Shetty (2018)
- Love Aaj Kal, regia di Imtiaz Ali (2020)
- Coolie No. 1, regia di David Dhawan (2020)
- Rocky aur Rānī kī prem kahānī, regia di Karan Johar (2023) - cameo

## Premi
- Filmfare Awards
  - 2019: "Miglior attrice debuttante"
- International Indian Film Academy Awards
  - 2019: "Best Debut Actress"
- GQ Awards, India
  - 2019: "Breakthrough Talent"
- Nickelodeon Kids' Choice Awards
  - 2019: "Rising Star Award"
- Screen Awards
  - 2020: "Most Promising Debut Actress"
- Vogue Beauty Awards
  - 2019: "Fresh Face - Female"